# HIRAMEKI
「HIRAMEKI」（ひらめき）は、日本のヴィジュアル系ロックバンド、La'cryma Christiの13枚目のシングルで、2002年12月4日にリリースされた。

## 概要
PVの映像編集は3つのツアー映像を組み合わせたものだが、フルバージョンではない。
「そんな所で…」エンディングテーマ。
売り上げがメジャーデビュー以降最低記録を更新。

## 収録曲
1. HIRAMEKI
作詞 - TAKA・SHUSE／作曲 - SHUSE
2. Missing pieces
作詞 - TAKA／作曲 - HIRO
3. HIRAMEKI (un-vocal)
4. MIssing pieces (un-vocal)

## 収録作品
- DEEP SPACE SYNDICATE（#1）